# Shovel Knight Showdown
Shovel Knight Showdown es un videojuego de lucha multijugador de 2019 desarrollado y publicado por Yacht Club Games. Un complemento del videojuego de plataformas Shovel Knight, los jugadores toman el control de veinte personajes diferentes de la franquicia Shovel Knight. El juego presenta varios modos, como «Treasure Clash», donde los jugadores luchan entre sí para recolectar la mayor cantidad de gemas que aparecen en un escenario, hasta un modo de pelea entre todos donde el vencedor lo decide quien derrote a todos los demás jugadores. Showdown presenta un modo historia para un jugador donde los jugadores luchan contra oponentes controlados por la IA en varias etapas antes de enfrentarse a un jefe. Completar este modo con cada luchador le permite al jugador desbloquear nuevas etapas y personajes.
Yacht Club Games originalmente imaginó Showdown como un pequeño minijuego similar a los modos de juego de Mega Man 7 y Super Mario Bros. 3. Los desarrolladores construyeron gradualmente un título más amplio con el tiempo, intentando crear una experiencia similar a un juego de socialización. El juego se lanzó simultáneamente con la campaña de contenido descargable Shovel Knight: King of Cards el 10 de diciembre de 2019. Recibió críticas promedio en su lanzamiento, con elogios hacia sus personajes y su jugabilidad multijugador, mientras que el modo para un jugador recibió una respuesta negativa, muchos críticos criticaron su dificultad para equilibrar.

## Modo de juego
Shovel Knight Showdown es un videojuego de lucha multijugador. Los jugadores eligen entre una lista de veinte personajes diferentes de la franquicia Shovel Knight, cada uno de los cuales presenta sus propios conjuntos de movimientos y estilos de lucha. Cada personaje tiene un ataque básico y especial, un método de movimiento y una forma de parar ataques. Los personajes jugables van desde Shovel Knight, que ataca con una pala o varita mágica, hasta Specter Knight, un personaje rápido que puede saltar paredes, y Plague Knight, que lanza bombas explosivas.
De uno a cuatro jugadores pueden participar en combates en varios modos. Además de un entorno donde un grupo de jugadores se involucra en una batalla a muerte, el juego presenta otras opciones, como una en la que los jugadores pueden luchar en duelos individuales u otra en la que se unen para luchar contra oponentes controlados por la IA. Un modo llamado «Treasure Clash» se centra en recolectar gemas que aparecen aleatoriamente alrededor del nivel lo más rápido posible, mientras robas joyas de los jugadores derrotados. Durante la batalla, varios elementos aparecen de forma intermitente a lo largo del nivel y recolectarlos provoca un efecto útil. Por ejemplo, un elemento recolectado podría ser comida que restablece la salud o un imán que puede usarse para hacer retroceder a otros jugadores. Cada nivel se puede modificar usando un conjunto de modificadores que permiten diferentes efectos y escenarios de batalla, como un modificador que evita que aparezcan elementos y otro que hace que caigan bombas alrededor del nivel.
Showdown presenta un modo historia para un jugador. La trama del modo tiene lugar después de la narrativa de Shovel Knight: Specter of Torment, donde los amigos de Specter Knight intentan derrotar a la Enchantress aprisionándola en un espejo mágico. En el proceso, accidentalmente crean clones falsos de los caballeros a los que se enfrenta cada personaje en combate. En este escenario, los jugadores luchan a través de varias etapas y oponentes diferentes que son exclusivos del personaje jugable elegido, aunque cada variación del modo historia termina con una batalla de jefe de dos fases contra el espejo. El modo Historia presenta tres opciones de dificultad separadas y completar el modo para cada personaje le permite al jugador desbloquear nuevos personajes y niveles.

## Desarrollo y lanzamiento
Como parte de la campaña de financiación colectiva de Kickstarter para Shovel Knight en 2013, Yacht Club Games enumeró varios objetivos ambiciosos y se agregaron características adicionales para el juego cuando la financiación cumplió con un objetivo determinado. Entre los objetivos ambiciosos estaba la adición de un modo de batalla para cuatro jugadores, que eventualmente se convertiría en Shovel Knight Showdown. Los desarrolladores originalmente pretendían que Showdown fuera un pequeño minijuego similar a los modos de juego de Mega Man 7 y Super Mario Bros. 3, aunque gradualmente diseñaron un juego más ambicioso que el equipo comparó con Super Smash Bros.. Showdown fue el primer intento de Yacht Club Games de crear un título multijugador, y los desarrolladores esperaban representar a los personajes de la franquicia a través de una experiencia similar a un juego de socialización.
El equipo quería crear variedad entre las batallas y decidió crear un tercer modo llamado «Chester's Choice» que complementaba las configuraciones existentes de combate a muerte y Treasure Clash. Chester's Choice permite al jugador establecer aleatoriamente cada uno de los modificadores en el juego, lo que lleva a distintas batallas con diferentes combinaciones de niveles, elementos y otras características. Yacht Club Games originalmente llamó al modo Ruleta y lo creó después de sentir que los modificadores existentes eran demasiado numerosos y difíciles de navegar a través de un menú. Después de simplificar estas opciones, el equipo diseñó una forma para que los jugadores crearan configuraciones automáticamente para evitar perder mucho tiempo eligiendo modificadores. Para ello se inspiraron en Mario Party, donde el juego determina automáticamente cada una de sus configuraciones. El modo lleva el nombre de Chester, un personaje de la franquicia que actúa como comerciante. Shovel Knight Showdown se retrasó desde su fecha de lanzamiento original planificada el 9 de abril de 2019, y se lanzó simultáneamente con la campaña de contenido descargable (DLC) Shovel Knight: King of Cards el 10 de diciembre de 2019 para Windows, macOS, Linux, PlayStation 4, Wii U, Xbox One y Nintendo Switch.

## Recepción
Según el sitio web agregador de reseñas Metacritic, Showdown recibió «críticas generalmente favorables» para su versión de Nintendo Switch y «críticas mixtas a promedio» para su versión para PC. Algunos críticos dijeron que Showdown carecía de identidad como juego independiente. Nintendo World Report encontró que era divertido cuando se jugaba en períodos cortos, pero dijo que Showdown se volvió repetitivo con el tiempo. GameRevolution lo calificó en general inferior al resto de la franquicia Shovel Knight debido a su dependencia del modo multijugador. En una reseña más positiva, USgamer dijo que Showdown no era tan reconocible como otros títulos de la serie, pero era uno de los mejores juegos de fiesta de 2019.
Los críticos consideraron Showdown como un juego multijugador competente. USgamer sintió que atraería a aquellos que nunca habían conocido la franquicia y atraería a nuevos jugadores a través de su juego caótico. Nintendo Life destacó la velocidad de las partidas y dijo que era fácil de configurar y enseñar a los jugadores sus mecánicas. GameRevolution dijo que los modos ayudaron a que el juego multijugador se sintiera caótico y divertido, pero se sintió decepcionado porque ofrecía poco soporte multijugador en línea.
Los personajes jugables fueron elogiados. Nintendo Life consideró que sus conjuntos de movimientos eran únicos y ofrecían diferentes estilos de juego, y dijo que la inclusión de personajes jefes de juegos anteriores era un buen fanservice. Nintendo World Report calificó a muchos de los personajes como bien diseñados e implementados. USgamer sintió que el juego se distinguía del juego de lucha independiente TowerFall por sus opciones de personajes. Game Informer encontró que los personajes eran fáciles de aprender y divertidos, aunque agregó que su simplicidad los hacía sentir faltos de profundidad. Otros críticos consideraron que algunos personajes eran demasiado poderosos. Nintendo World Report dijo que los luchadores más pequeños estarían en desventaja, mientras que GameRevolution citó al Shovel Knight titular como un luchador débil en comparación con los demás.
La campaña de historia para un jugador recibió una respuesta negativa. USgamer dijo que la jugabilidad para un jugador era inferior al modo multijugador por diseño, y dijo que el modo historia tenía una narrativa que apaciguaría a los fanáticos de la franquicia. Nintendo Life y Nintendo World Report escribieron que tenía dificultades para equilibrar. GameRevolution consideró que sus oponentes controlados por la IA eran demasiado fáciles y dijo que era frustrante completar los minijuegos en el modo historia. Game Informer encontró que el modo historia era repetitivo y disuadiría a los jugadores de completar el modo para desbloquear nuevos personajes y etapas. Sin embargo, ambos críticos calificaron al jefe final en el modo historia como lo más destacado.